# Réserve marine de Gladden Spit et Silk Cayes
La réserve marine de Gladden Spit et Silk Cayes (GSSCMR, Gladden Spit and Silk Cayes Marine Reserve) est une réserve marine protégée dans la partie centrale de la barrière de coraux du Bélize, dans le golfe du Honduras.

## Localisation
Elle couvre environ 10 510 hectares et est située à 36 km au large des côtes de Placencia (dans le district de Stann Creek).
Gladden Spit est un promontoire formant une pointe au sud de l'atoll submergé. Le fond de la réserve est une légère pente qui, à 10 km du récif, descend abruptement d'environ 40 à 2 000 mètres de profondeur.
La réserve contient les plus saines parties du récif grâce à son élévation et son eau de bonne qualité.
La réserve est sous l'autorité du ministère de la Pêche depuis 2003, mais est gérée par la Southern Environmental Association.

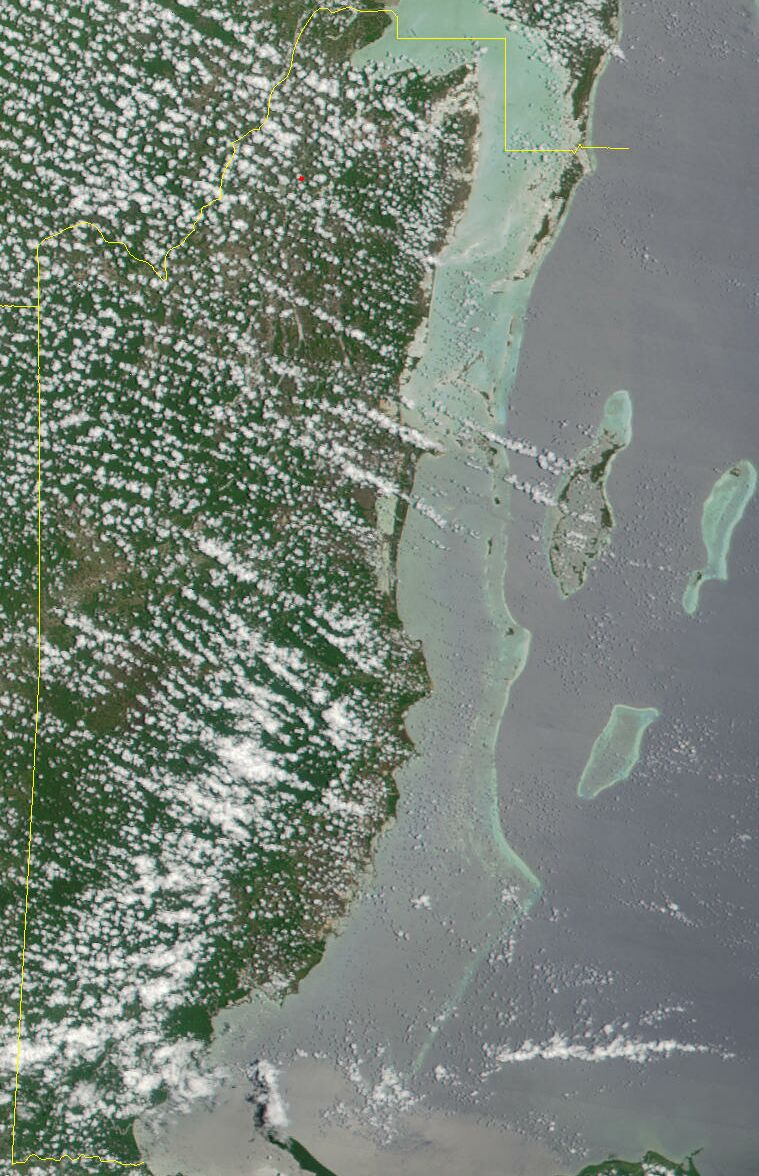
Image satellite de la côte et des récifs du Belize.

## Réserve de biodiversité
Gladden Spit héberge plus de 25 espèces de poissons de récif. Depuis les années 1920, les pêcheurs s'y rassemblent pour la récolte du vivaneau et du mérou au cours de leur période de frai de dix jours qui a lieu entre mars et juin.
Historiquement, les pêcheurs en ont enregistré des captures importantes et des requins-baleines viennent se nourrir des œufs, aperçus en grand nombre. C'est le seul endroit dans le monde entier où cette activité est connue pour se produire.
La réserve a été déclarée le 18 mai 2000. En 2001, le site d'alimentation des requins-baleines a été déclarée zone de protection spéciale. Un règlement pour le tourisme ont été rédigés pour réguler le nombre croissant de visites pour voir les requins-baleines.